# 홍광호
홍광호(1982년 4월 6일 ~ )는 대한민국의 뮤지컬 배우이다. 2002년에 뮤지컬 《명성황후》로 데뷔하였다.

## 필모그래피

### 뮤지컬
- 2024년 《지킬앤하이드》- 지킬/하이드 役
- 2023년 《일 테노레》 - 윤이선 役
- 2023년 《데스노트》 - 라이토 役
- 2022년 《물랑루즈》 - 크리스티앙 役
- 2022년 《데스노트》 - 라이토 役
- 2021년 《지킬앤하이드》 - 지킬/하이드 役
- 2021년 《그레이트 코멧》 - 피에르 役
- 2020년 《맨오브라만차》 - 돈키호테/세르반테스 役
- 2019년 《스위니토드》 - 스위니 토드 役
- 2018년 《지킬앤하이드》 - 지킬/하이드 役
- 2018년 《맨오브라만차》 - 돈키호테/세르반테스 役
- 2017년 《햄릿 얼라이브》 - 햄릿 役
- 2017년 《시라노》 - 시라노 드 벨쥬락 役
- 2017년 《미스터마우스》 - 인후 役
- 2016년 《노트르담 드 파리》 - 콰지모도 役
- 2016년 《빨래》 - 솔롱고 役
- 2015년 《데스노트》 - 야가미 라이토 役
- 2014년 《Miss Saigon 25th anniversary production》(West End, LONDON) - Thuy 役
- 2013년 《노트르담 드 파리》 - 콰지모도 役
- 2013년 《살짜기옵서예》 - 배비장 役
- 2012년 《맨오브라만차》 - 돈키호테/세르반테스 役
- 2012년 《닥터지바고》 - 유리 지바고 役
- 2011년 《지킬앤하이드》 - 지킬/하이드 役
- 2010년 《오페라의 유령》 - 팬텀 役
- 2009년 《오페라의 유령》 - 라울 役
- 2009년 《빨래》 - 솔롱고 役
- 2009년 《지킬앤하이드》 - 지킬/하이드 役
- 2008년 《See What I Wanna See》 - 강도/기자 役
- 2007년 《스위니토드》 - 토비아스 役
- 2007년 《첫사랑》 - 해수 役
- 2006년 《미스사이공》 - 아시안 앙상블, 크리스/투이 1st 커버
- 2002년 《명성황후》 - 신하 앙상블

### 영화
- 2008년 《고고70》 - 데블스 색소폰, 준엽 역
- 2016년 《미스사이공:25주년 특별 공연》 - Thuy 역

### 방송
- 2015년 《나는 가수다 3》 6회 듀엣 미션(Come What May / 박정현과 듀엣)
- 2013년 《무한도전》 무한상사 8주년 기념 뮤지컬 특집

### 콘서트
- 2015년 《홍광호 두번째 콘서트-런던에서 온 편지》
- 2013년 《마지막 설렘》
- 2013년 《홍광호 콘서트》
- 2011년 《뮤직 오브 더 나잇-지킬&팬텀》

### 앨범
- 2017년 《무대에서 보낸 편지(Letter from the Stage)》
- 2013년 《홍서트 라이브 앨범(hongcert Live Album)》
- 2013년 《발걸음》

## 수상내역
- 2009년 제15회 한국뮤지컬대상 인기스타상
- 2014년 영국 2014 브로드웨이 웨스트엔드 월드닷컴 어워즈(BWW UK Awards) – 새로운 프러덕션 뮤지컬 조연 남자배우(Best Featured Actor in a New Production of a Musical)
- 2015년 영국 제15회 왓츠 온 스테이지 어워즈(Whats On Stage Awards) – 뮤지컬 부문 남우조연상(Best Supporting Actor in a Musical)
- 2018년 제2회 한국뮤지컬어워즈 남우주연상

## 학력
- 계원예술고등학교 연극영화과
- 중앙대학교 연극학 (학사)